# Bartolomeo Rastrelli
Francesco Bartolomeo Rastrelli (noto in russo come Варфоломей Варфоломеевич Растрелли, Barfolomej Barfolomeevič Rastrelli; Parigi, 1700 – San Pietroburgo, 1771) è stato un architetto italiano naturalizzato russo.
Egli sviluppò uno stile facilmente riconoscibile, una corrente del barocco russo chiamata barocco elisabettiano dal nome della zarina Elisabetta e che può essere considerato come un'espressione del tardo barocco europeo. I suoi più importanti lavori, inclusi il Palazzo d'Inverno a San Pietroburgo e il Palazzo di Caterina a Carskoe Selo, sono celebri per la stravaganza del lusso e per l'opulenza delle decorazioni.

## Biografia
Nato a Parigi nel 1700, nel 1716, Bartolomeo si trasferì a San Pietroburgo, in Russia, insieme a suo padre, lo scultore italiano Carlo Bartolomeo Rastrelli (1675-1744). La sua ambizione era quella di combinare l'ultima moda architettonica italiana con le tradizioni dello stile barocco moscovita. La prima importante commissione arrivò nel 1721 quando gli fu chiesto di costruire un palazzo per il principe Dimitrie Cantemir, ex re della Moldavia. Rastrelli fu nominato architetto principale di corte nel 1730. Le sue opere trovarono il favore delle sovrane del suo tempo, così mantenne questo incarico per tutto il regno delle imperatrici Anna (1730-1740) ed Elisabetta (1741-1762). L'ultimo e più ambizioso progetto di Rastrelli fu il Monastero Smol'nyj a San Pietroburgo, dove l'imperatrice Elisabetta avrebbe dovuto trascorrere il resto della sua vita. Il campanile progettato doveva essere l'edificio più alto di San Pietroburgo e di tutta la Russia. 
La morte di Elisabetta nel 1762 impedì a Rastrelli di completare il suo grandioso progetto. La nuova imperatrice, Caterina II, considerava l'architettura barocca come una "panna montata" all'antica, e l'anziano architetto dovette ritirarsi in Curlandia dove supervisionò il completamento e la decorazione dei palazzi ducali. I suoi ultimi anni trascorsero nell'oscuro commercio con i trafficanti d'arte italiani. Fu accolto all'Accademia Imperiale delle Arti alcuni mesi prima di morire. Dal 1923, una piazza di fronte al Monastero Smol'nyj porta il suo nome. È soggetto di una composizione, Rastrelli in Saint Petersburg, scritta nel 2000 dal compositore italiano Lorenzo Ferrero.

## Principali opere di Rastrelli
| N° | Immagine | Nome                                       | Luogo                  | Data                |
| -- | -------- | ------------------------------------------ | ---------------------- | ------------------- |
| 1  |          | Palazzo di Rundāle                         | Pilsrundāle Lettonia   | 1736-1740 1764-1767 |
| 2  |          | Palazzo Jelgava                            | Jelgava Lettonia       | 1738-1740 1763-1772 |
| 3  |          | Peterhof                                   | Peterhof Russia        | 1747-1755           |
| —  |          | Cappelle del Peterhof                      | Peterhof Russia        | 1747-1751           |
| 4  |          | Chiesa di Sant'Andrea                      | Kiev Ucraina           | 1748-1767           |
| 5  |          | Monastero Smol'nyj                         | San Pietroburgo Russia | 1748-1764           |
| 6  |          | Palazzo Voroncov                           | San Pietroburgo Russia | 1749-1757           |
| 7  |          | Palazzo di Caterina                        | Puškin Russia          | 1752-1756           |
| —  |          | Hermitage Pavilion del Palazzo di Caterina | Puškin Russia          | 1749                |
| 8  |          | Palazzo Mariinskij                         | Kiev Ucraina           | 1752 1870           |
| 9  |          | Palazzo Stroganov                          | San Pietroburgo Russia | 1753-1754           |
| 10 |          | Palazzo d'Inverno                          | San Pietroburgo Russia | 1754-1762           |

## Palazzi demoliti e non più esistenti
| N° | Immagine | Nome                           | Note                                                      | Luogo                   | Data                                     |
| -- | -------- | ------------------------------ | --------------------------------------------------------- | ----------------------- | ---------------------------------------- |
| 1  |          | Annenhof                       | Costruito in legno, sostituito dal Palazzo di Caterina    | Lefortovo, Mosca Russia | 1731 bruciato 1746                       |
| 2  |          | Palazzo d'Inverno di Anna      | Sostituito dal Palazzo d'Inverno                          | San Pietroburgo Russia  | 1732-1735 demolito 1754                  |
| 3  |          | Palazzo d'Estate               | Costruito in legno, sostituito dal Castello Michajlovskij | San Pietroburgo Russia  | 1741-1744 demolito 1797                  |
| 4  |          | Palazzo d'Inverno del Cremlino | Sostituito dal Gran Palazzo del Cremlino                  | Cremlino Russia         | 1747-1756 ricostruito 1798 demolito 1837 |